# Eucalyptus blackburniana
Eucalyptus blackburniana är en myrtenväxtart som beskrevs av Joseph Henry Maiden, Ralph Baker och H.G. Smith. Eucalyptus blackburniana ingår i släktet Eucalyptus och familjen myrtenväxter. Inga underarter finns listade i Catalogue of Life.